# Blog (película)
Blog es la ópera prima de la directora de cine Elena Trapé producida por Escándalo Films en 2010. Se presenta en el Festival Internacional de Cine de San Sebastián, en la sección Zabaltegi Nuevos Directores.

## Sinopsis
Blog cuenta la sorprendente historia de un grupo de adolescentes, chicas de 15 años, de clase media-alta, bien educadas, inteligentes, sensibles y conscientes. Un grupo de jóvenes con un plan secreto y un objetivo común, lo que ellas consideran una meta absoluta y una verdad universal: la necesidad de vivir emociones fuertes que las distingan del resto.

## Reparto
- Marta: Candela Antón
- Bea: Anna Castillo
- María: Lola Errando
- Sandra: Sara Gómez
- Laura: Lidia Torrent
- Paula: Irene Trullen
- Áurea: Alada Vila

## Ficha técnica
- Dirección: Elena Trapé
- Producción ejecutiva: Sergi Casamitjana, Aintza Serra, Lita Roig
- Guion: Tomàs Aragay, Elena Trapé, Jaume Cuspinera, Aintza Serra, Cristina Clemente, Arantza Cuesta, Valentina Viso, Lluís Segura
- Dirección de fotografía: Bet Rourich
- Dirección de arte: Maruxa Alvar
- Diseño de sonido: Joan Pons
- Sonido directo: Jordi Rossinyol
- Dirección de producción:Clara Salazar, Valentí Closas
- Dirección de postproducción: Luis de la Madrid
- Montaje: Liana Artigal
- Vestuario: Anna Pons
- Casting: Mireia Juárez